# Ove Leijonhufvud
Knut Ove Leijonhufvud, född 14 december 1883 i Östra Ed, död 25 maj 1962 i Stockholm, var en svensk friherre och slottsarkitekt.

## Biografi
Ove Leijonhufvud var son till Knut Sperling Leijonhufvud och Amalia Mathilda Carolina Helena Nisbeth. Han avlade mogenhetsexamen 1903 i Stockholm och var därefter kadett vid krigsskolan Karlbergs slott där han utexaminerades 1905. Han utbildade sig till arkitekt vid Chalmers tekniska läroanstalt i Göteborg 1906–1909 och vid Kungliga Akademien för de fria konsterna i Stockholm 1909–1912. Därefter var han fram till 1921 anställd på Ivar Tengboms arkitektkontor. 
Från och med 1921 var han tjänstgörande arkitekt utom stat vid Byggnadsstyrelsen och året därpå började han sin anställning vid slottsarkitektkontoret på Stockholms slott. År 1931 blev han slottsarkitekt för Rosersbergs slott och 1933 tillförordnad slottsarkitekt för Ulriksdals slott. 1939 fungerade han som intendent vid slottsbyggnad för Stockholms slott. Leijonhufvud var ansvarig arkitekt i samband med en lång rad renoveringar och restaureringar av kyrkor och herrgårdar. Bland annat ledde han restaureringen av Jacobs kyrka i Stockholm 1936–1937. Han gestaltade även inredningsdetaljer såsom möbler, kyrkfönster och dopfunt. Leijonhufvud blev riddare av Nordstjärneorden 1937 och kommendör av samma orden 1942. Han är gravsatt vid Norra krematoriet på Norra begravningsplatsen utanför Stockholm.

## Arbeten (urval)
- Jacobs kyrka (restaurering)
- Ösmo kyrka (restaurering)
- Vårdinge kyrka (restaurering)
- Årdala kyrka (restaurering)
- Fogdö kyrka (restaurering)

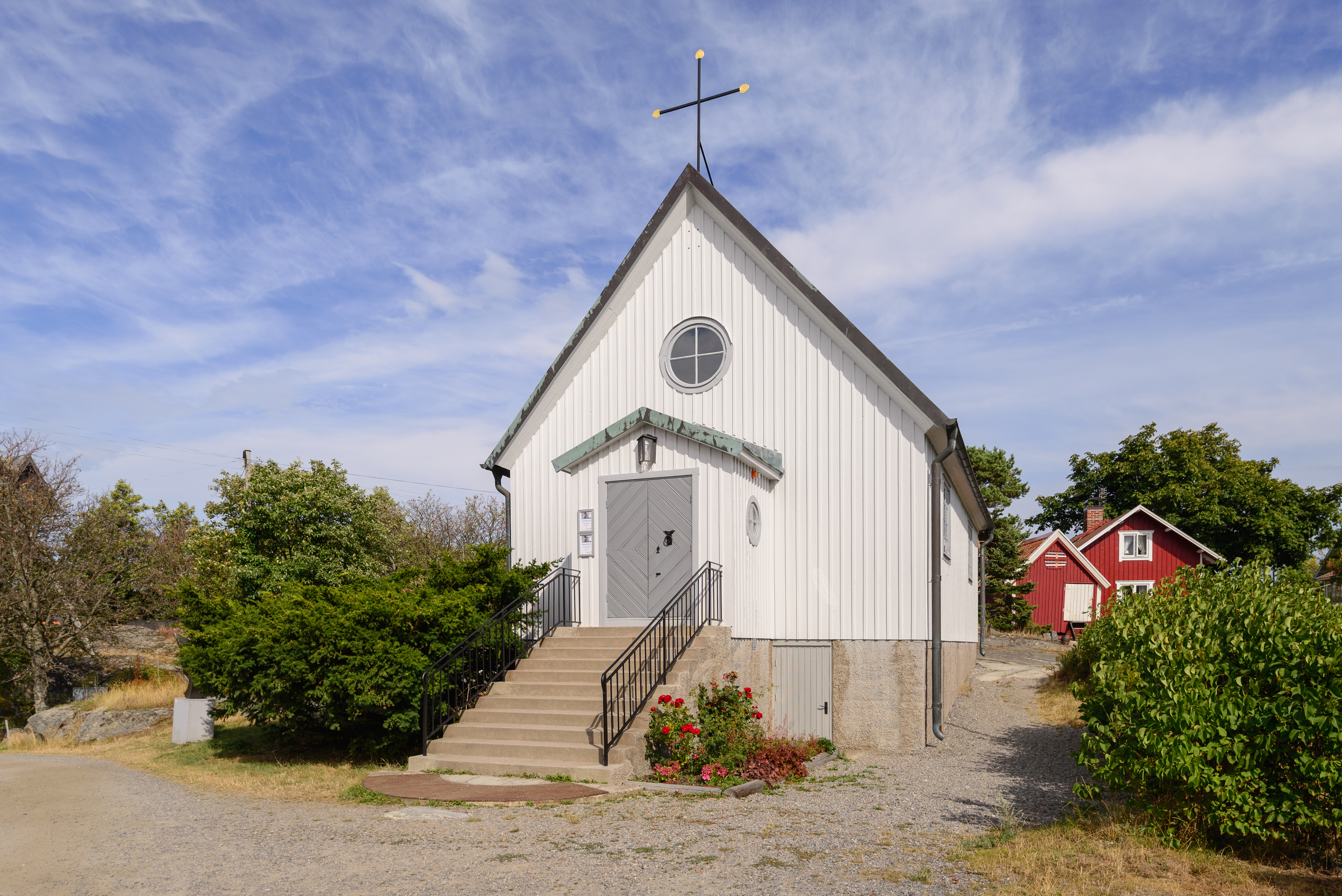
Landsorts kapell.

- Forsby herrgård (restaurering och viss inredning)
- Häringe kapell (ritningar 1929)
- Landsorts kapell (ritningar 1939)